# Механизъм
Механизъм (на гръцки: μηχανή заимствано на немски: Mechanismus – оръдие  за заменяне на физическия и умствения труд), е механично устройство, което изпълнява механични движения с оглед преобразуването на енергията на външен източник в някакъв вид полезна работа. Под този термин обикновено се разбира система от изкуствено създадени тела, съединени подвижно, така че да се осъществява точно определено движение за реализация на точно определена цел. По-общо понятието може да се разглежда като съвкупността от частите в една цяла машина или в машинни възли, които са със строго определени функции и състояния – едни са неподвижни, други двигателни, а третата група е съставена от водими детайли или машинни възли, които реализират основното действие по предназначението на машината.
Този термин може да се отнася не само към материални обекти. Той се използва за обяснението на организационната структура на една система за нейното вътрешно устройство и разпределение, предназначена за извършване на някаква управленческа, хуманитарна, търговска и др. дейности.
Чрез използването на различни механизми се облекчава и механизира физическият труд на човека и се повишава неговата производителност. Механизмите биват трансформиращи (преобразуват един вид енергия в друг), работни (преобразуват енергията на източника в някакъв вид работа).
Науката която се занимава с проектирането, определянето на кинематичните схеми и работата на механизмите се нарича теоретична механика и е част от механиката.